# Haunobenak
Haunobenak is een bestuurslaag in het regentschap Timor Tengah Selatan van de provincie Oost-Nusa Tenggara, Indonesië. Haunobenak telt 1037 inwoners (volkstelling 2010).